# Lady Ships
Als Lady Ships wird eine Serie von vier Kreuzfahrtschiffen der Reederei Virgin Voyages bezeichnet. Der Name ist ein Wortspiel mit der Anrede „her/your ladyship“ („Ladyschaft“), die im Englischen als Titel einer Frau im Stand einer Lady verwendet wird.

## Geschichte
Im Dezember 2016 wurden zunächst drei Einheiten bestellt, die auf der Werft Fincantieri in Sestri Ponente, Genua, gebaut wurden. Die Baukosten beliefen sich auf rund 2 Mrd. Euro. Der Bau des Typschiff der Serie, die Scarlett Lady, begann mit dem ersten Stahlschnitt am 22. März 2017. Im Dezember 2018 bestellte die Reederei mit der Brilliant Lady für rund 700 Mio. Euro ein viertes Schiff der Klasse bei Fincantieri. Fertigstellung und Ablieferung der Scarlett Lady erfolgten am 14. Februar 2020. Die Valiant Lady folgte Anfang Juli 2021, die Resilient Lady Anfang Dezember 2022 und die Brilliant Lady im Dezember 2023.

## Technische Daten und Ausstattung
Die Schiffe werden dieselelektrisch von zwei Elektromotoren mit jeweils 16.000 kW Leistung angetrieben, die auf zwei Propellergondeln wirken. Für die Stromerzeugung stehen zwei von Achtzylinder-Dieselmotoren des Typs Wärtsilä 8L46F mit jeweils 9600 kW Leistung und zwei von Zwölfzylinder-Dieselmotoren des Typs Wärtsilä 12V46F mit jeweils 14.400 kW Leistung angetriebene Generatoren zur Verfügung, so dass die gesamte elektrische Leistung 48.000 kW beträgt. Weiterhin steht ein System zur Verfügung, das die Motorenabwärme zur Erzeugung von Strom nutzt. Das System besteht aus sechs Modulen mit jeweils 150 kW Leistung. Zur Abgasnachbehandlung stehen Scrubber zur Schwefeldioxid- und Katalysatoren zur Stickoxidreduzierung zur Verfügung.
Die Schiffe verfügen über 17 Decks. 13 Decks sind für Passagiere zugänglich. An Bord ist Platz für rund 2770 Passagiere, die in 1408 Kabinen untergebracht werden können. Die Passagierkabinen verteilen sich auf die Decks 5 und 8 bis 15. 1303 der Kabinen sind Außenkabinen, von denen 1208 über einen eigenen Balkon verfügen. 95 Außenkabinen haben keinen Balkon, 105 Kabinen sind Innenkabinen. Den Passagieren stehen unter anderem mehrere Restaurants und Bars sowie verschiedene Unterhaltungs-, Sport- und Wellnesseinrichtungen zur Verfügung.
Die Brilliant Lady ist das einzige der vier Schiffe, das den Panamakanal durchqueren darf. Um den Auflagen für die Kanalpassage zu entsprechen, wurde auf einen Überhang auf Deck 7 verzichtet und die Rettungsboote so aufgehängt, dass sie für die Kanalpassage eingefahren werden können und somit nicht mehr über die Schiffsbreite hinausreichen.
Für die bis zu 1160-köpfige Schiffsbesatzung stehen 813 Kabinen zur Verfügung.

## Schiffe
| Lady Ships     | Lady Ships | Lady Ships | Lady Ships | Lady Ships                                         |
| Bauname        | Baunummer  | IMO-Nummer | Rufzeichen | Kiellegung Stapellauf Ablieferung                  |
| -------------- | ---------- | ---------- | ---------- | -------------------------------------------------- |
| Scarlet Lady   | 6287       | 9804801    | C6DX2      | 31. Oktober 2017 8. Februar 2019 14. Februar 2020  |
| Valiant Lady   | 6288       | 9805336    | C6ER7      | 8. Februar 2019 Mai 2020 1. Juli 2021              |
| Resilient Lady | 6289       | 9805348    | C6FA8      | 27. April 2017 2. Juli 2021 1. Dezember 2022       |
| Brilliant Lady | 6304       | 9870654    | C6FQ3      | 27. April 2017 25. November 2022 15. Dezember 2023 |

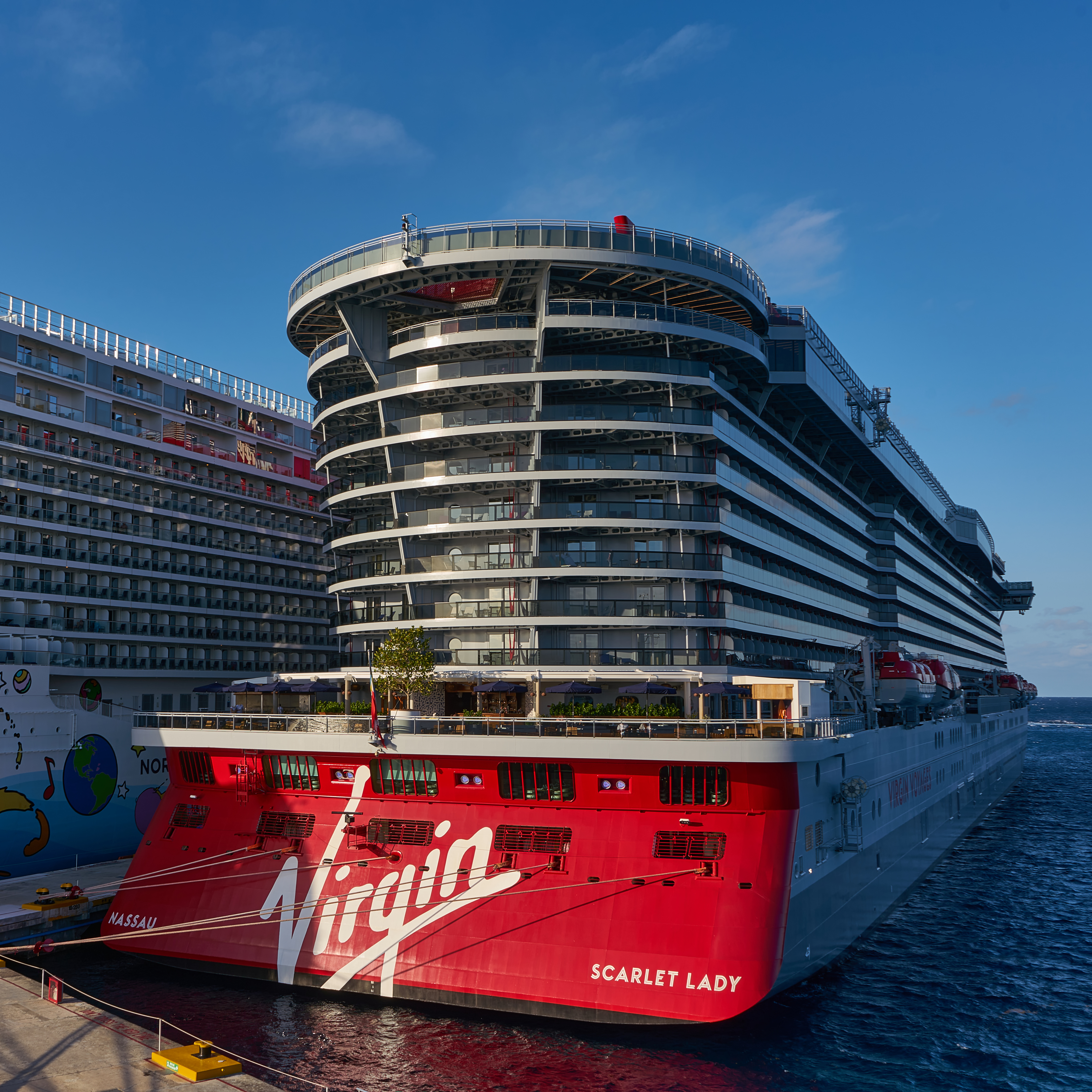
Heckansicht der Scarlet Lady

Die Schiffe werden unter der Flagge der Bahamas mit Heimathafen Nassau betrieben. Sie können ausschließlich von Erwachsenen als Passagiere gebucht werden.
Die Scarlet Lady wird im Winterhalbjahr für Kreuzfahrten von Miami zu Zielen in der Karibik eingesetzt und in den Sommermonaten von Barcelona und Piräus zu Zielen im Mittelmeer genutzt. Der Name des Schiffes wurde vom gleichnamigen Verkehrsflugzeug des Typs Airbus A340 der britischen Fluggesellschaft Virgin Atlantic Airways inspiriert, an der die Virgin Group ebenso wie an der Reederei Virgin Voyages beteiligt ist. Die Valiant Lady wird ebenso im Winterhalbjahr in der Karibik und in den Sommermonaten für Kreuzfahrten von Barcelona und Athen zu Zielen im Mittelmeer genutzt. Mit der Resilient Lady werden in erster Linie Kreuzfahrten von Häfen in Australien aus angeboten.
Die Brilliant Lady wurde im Dezember 2023 abgeliefert, sie soll allerdings erst im September 2025 in Dienst gestellt werden.

## Anmerkung
1. ↑  Fertigstellung/Ablieferung gem. Eintrag bei Lloyd’s Register; aufgrund einer Dockung Anfang 2024 wird in Medien teilweise 2024 als Jahr der Ablieferung genannt.